# Andželika Mitrašinoviḱ
Andželika Mitrašinoviḱ (macédonien : Анџелика Митрашиновиќ), ou Andjelika Mitrachinovitch en romanisation française, née le 14 août 1993 à Skopje, est une joueuse macédonienne de basket-ball.

## Biographie
Après quatre saisons au Budućnost Podgorica, elle signe à l’été 2021 pour l’équipe française du Tarbes Gespe Bigorre.

## Clubs
| Saisons   | Équipe                          | Pays               |
| --------- | ------------------------------- | ------------------ |
| 2006-2009 | Izgradba Komerc-Mladinec Skopje | Macédoine du Nord  |
| 2011-2015 | ŽKK Badel 1862 Skopje           | Macédoine du Nord  |
| 2015-2016 | ŽKK Čelik Zenica                | Bosnie-Herzégovine |
| 2016-2017 | ŽKK Badel 1862 Skopje           | Macédoine du Nord  |
| 2017-2021 | ŽKK Budućnost Podgorica         | Monténégro         |
| 2021-2022 | Tarbes Gespe Bigorre            | France             |
| 2022-2023 | Montana 2003                    | Bulgarie           |

## Palmarès

### En club
- Championne du Monténégro : 2018, 2019, 2021
- Championne de Macédoine du Nord : 2014, 2015, 2017
- Vice-championne de Macédoine du Nord : 2008, 2012
- Vainqueuse de la Coupe de Macédoine du Nord : 2014, 2015
- Vainqueuse de la Coupe de Bosnie-Herzégovine : 2016
- Vainqueuse de la Coupe du Monténégro : 2018, 2019, 2020, 2021